# Costante di Gauss
In matematica, la costante di Gauss, indicata con la lettera {\displaystyle G}, è definita come il reciproco della media aritmetico-geometrica tra 1 e {\displaystyle {\sqrt {2}}}:
{\displaystyle G={\frac {1}{\mathrm {agm} (1,{\sqrt {2}})}}=0,8346268\dots }
La costante prende il nome dal matematico tedesco Carl Friedrich Gauss, il quale il 30 maggio 1799 scoprì che:
{\displaystyle G={\frac {2}{\pi }}\int _{0}^{1}{\frac {dx}{\sqrt {1-x^{4}}}}}
e quindi:
{\displaystyle G={\frac {1}{2\pi }}\beta \left({\frac {1}{4}},{\frac {1}{2}}\right)}
dove {\displaystyle \beta } indica la funzione beta di Eulero.
La costante di Gauss non deve essere confusa con la costante gravitazionale di Gauss.

## Relazioni con altre costanti
La costante di Gauss può essere usata per esprimere la  funzione gamma per 1/4:
{\displaystyle \Gamma ({\tfrac {1}{4}})={\sqrt {2G{\sqrt {2\pi ^{3}}}}}}
e, dato che {\displaystyle \pi } e {\displaystyle \Gamma ({\tfrac {1}{4}})} sono algebricamente indipendenti, con {\displaystyle \Gamma ({\tfrac {1}{4}})} irrazionale, la costante di Gauss è necessariamente un numero trascendente.

### Costanti delle lemniscate
La costante di Gauss può essere ustata per definire le costanti delle lemniscate, la prima delle quali è:
{\displaystyle L_{1}=\pi G}
e la seconda:
{\displaystyle L_{2}={\frac {1}{2G}}}
che compaiono nella ricerca della lunghezza d'arco di una lemniscata.

## Altre formule
La seguente è una formula che esprime {\displaystyle G} in relazione alla funzione theta di Jacobi:
{\displaystyle G=\theta _{01}^{2}(e^{-\pi })}
così come la seguente serie, rapidamente convergente:
{\displaystyle G={\sqrt[{4}]{32}}e^{-{\frac {\pi }{3}}}\left(\sum _{n=-\infty }^{\infty }(-1)^{n}e^{-2n\pi (3n+1)}\right)^{2}.}
La costante può anche essere espressa come prodotto infinito:
{\displaystyle G=\prod _{m=1}^{\infty }\tanh ^{2}\left({\frac {\pi m}{2}}\right).}
La costante di Gauss ha come frazione continua  [0, 1, 5, 21, 3, 4, 14, ...].